# Navigazione Generale Italiana

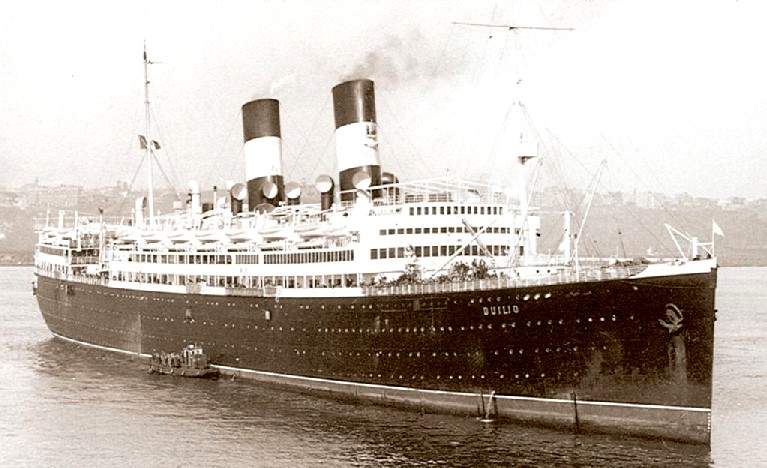
Passagierdampfer Duilio der NGI

Die Navigazione Generale Italiana (NGI) war eine italienische Schifffahrtsgesellschaft, die 1881 durch die Fusion der Reedereien Rubattino aus Genua und Florio aus Palermo entstand. Die NGI hatte ihren Sitz in Rom. Im Jahr 1932 wurde die NGI mit dem Lloyd Sabaudo und der Cosulich-Reederei zur Italia Flotte Riunite vereinigt.

## Geschichte
Am 4. September 1881 wurde die Navigazione Generale Italiana, Società Riunite Florio e Rubattino gegründet. Hinter der Fusion von Florio und Rubattino stand der genuesische Bankier Domenico Balduino, der mit seinem Credito Mobiliare der angeschlagenen Rubattino-Reederei zur Hilfe kommen musste. Balduino erreichte, dass die Regierung alle Konzessionen und Subventionen für die Postschifffahrtsdienste an die neue NGI vergab. Nur unter dieser Bedingung war Ignazio Florio zu einem Zusammenschluss und damit zur Rettung der genuesische Rubattino-Reederei bereit. Zum Zeitpunkt der Fusion, also 20 Jahre nach der Einigung Italiens, war die NGI die größte Reederei des Landes und eine der größten der Welt. Die Fusion stand auch für die ökonomische Einigung Italiens: 40 Prozent der Aktien gingen jeweils an die beiden Gründerfamilien Florio und Rubattino, die restlichen 20 Prozent an den Credito Mobiliare. Von den 81 Schiffen der neuen Reederei steuerte Florio 43 bei, also über die Hälfte.
Die Operation stieß auf den Widerstand der anderen italienischen Reedereien, von denen im Lauf der Zeit einige von der NGI übernommen wurden. Bereits 1885 mussten die Reeder Edilio Raggio und Erasmo Piaggio aus wirtschaftlichen Gründen insgesamt 17 Schiffe an die NGI verkaufen. Im Jahr 1901 übernahm die NGI die Reederei La Veloce und damit deren Südamerika-Linien. Für das Mittelmeergeschäft wurde 1910 das Tochterunternehmen SNSM gegründet, weswegen die NGI sich danach mit 19 verbliebenen Schiffen auf die Amerika-Routen konzentrierte. Gleichzeitig stieg die NGI beim Lloyd Italiano ein, den sie 1918 ganz erwarb.
Wegen der Weltwirtschaftskrise von 1929, die rasch auf die Passagier- und Handelsschifffahrt übergegriffen hatte, wurden mehrere italienische Reedereien verstaatlicht und dann zusammengelegt. Darunter befanden sich die NGI, der Lloyd Sabaudo und die Cosulich-Reederei, die 1932 unter der Italia Flotte Riunite zusammengefasst und dann 1937 zur Italia Società Anonima di Navigazione oder Italian Line fusioniert wurden.